# The New Zealand Herald
The New Zealand Herald – nowozelandzki dziennik. Został założony w 1863 roku.
Nakład pisma wynosi ok. 100 tys. egzemplarzy.